# Strathcona
Strathcona és una població dels Estats Units a l'estat de Minnesota. Segons el cens del 2000 tenia 29 habitants.

## Demografia
Segons el cens del 2000, Strathcona tenia 29 habitants, 16 habitatges, i 7 famílies. La densitat de població era de 22,9 habitants per km².
Dels 16 habitatges en un 12,5% hi vivien nens de menys de 18 anys, en un 37,5% hi vivien parelles casades, en un 0% dones solteres, i en un 56,3% no eren unitats familiars. En el 56,3% dels habitatges hi vivien persones soles el 25% de les quals corresponia a persones de 65 anys o més que vivien soles. El nombre mitjà de persones vivint en cada habitatge era d'1,81 i el nombre mitjà de persones que vivien en cada família era de 2,86.
Per edats la població es repartia de la següent manera: un 13,8% tenia menys de 18 anys, un 6,9% entre 18 i 24, un 37,9% entre 25 i 44, un 20,7% de 45 a 60 i un 20,7% 65 anys o més.
L'edat mediana era de 40 anys. Per cada 100 dones de 18 o més anys hi havia 92,3 homes.
La renda mediana per habitatge era de 23.750 $ i la renda mediana per família de 32.500 $. Els homes tenien una renda mediana de 25.000 $ mentre que les dones 0 $. La renda per capita de la població era de 12.670 $. Cap de les famílies estaven per davall del llindar de pobresa.

## Poblacions més properes
El següent diagrama mostra les poblacions més properes.